# دراکولا ۲: معراج
دراکولا ۲: معراج (انگلیسی: Dracula II: Ascension) فیلمی در ژانر ترسناک به کارگردانی پاتریک لوسیر است که در سال ۲۰۰۳ منتشر شد.

## بازیگران
- جیسون اسکات لی
- جیسون لندن
- کریگ شفر
- دایان نیل
- برند رادریک
- تام کین
- جان لایت
- جان شاریان
- روی شایدر